# Gugu
Die Gugu, auch Siriti, ist eine Keule von den Fidschi-Inseln.

## Beschreibung
Die Gugu hat einen geraden, runden Schaft. Der Schaft ist ab dem Schlagkopf leicht gebogen. Der Schlagkopf ist in zwei Abschnitte unterteilt. Der untere Abschnitt ist breiter und höher als der obere. Der Schlagkopf ist im Querschnitt oval. Die Außenränder sind flach und scharf geschliffen.
Als Vorbild zu dieser Keule diente der Falterfisch (Chaetodontidae), der von den Einheimischen Gugu genannt wird, in anderen Dialekten oder Falterfischvorbildern Siriti, Tiviti oder Gugu takaiwai. Die gesamte Oberfläche ist mit Schnitzereien verziert, die die Muster des auch als Butterfly fish bekannten Fisches wiedergeben.